# عبد الله غازي
عبد الله غازي Abidullah Ghazi هو عالم إسلامي هندي وكاتب معروف، يكتب الكتب الإسلامية للأطفال، وهو المدير التنفيذي لمؤسسة اقرأ الدولية للتربية. صنفه مركز الدراسات الإسلامية الملكي على أنه واحد من أكثر 500 شخصية إسلامية مؤثؤة في العالم الإسلامي.